# 石塚瑛資
石塚 瑛資（いしづか えいすけ、1962年12月23日 - ）は、東京都出身の俳優。SRプロダクション所属。以前はケイズファクトリー・ダブルフォックス所属。旧芸名は明石 知也（あかし ともや）。
身長180cm。体重73kg。趣味はカラオケ、草野球、筋トレ、犬の散歩。特技はピアノ、声楽、殺陣、英会話。
武蔵野音楽大学芸術学部卒業。演劇集団 円研究所出身。音楽教室「AKASHI音・演教室」代表。

## 出演

### 映画
- 獅子王たちの夏（1991年）
- 落陽（1992年）
- 犬、走る DOG RACE（1998年）
- HERO（2007年）
- 容疑者Xの献身（2008年）
- 新宿インシデント（2009年）

### テレビドラマ
- 教師びんびん物語 第3話「泣けるぜ!今夜は」（1988年）
- 土曜ワイド劇場
  - 美人殺しシリーズ 第9作「美人秘書殺し」（1990年）
  - 森村誠一の黒い神座（1990年）
- ブルーレディに熱い夢（1990年）
- ララバイ刑事'91（1991年）
- 君の名は（1992年）
- ひらり（1992年）
- ウルトラマンティガ 第2話「石の神話」（1996年） - 作業員 役
- 氷炎 死んでもいい（1997年）
- ガラスの仮面
  - 第1シリーズ 第9話「切なすぎる初恋…誰かが私を狙ってる!?」・第10話「さよなら初恋…永遠にさよなら母さん」（1997年）
  - 第2シリーズ 第8話「切ないキス…奇跡! 3人の紅天女誕生!!」（1998年）
- 月曜ドラマスペシャル 十津川警部シリーズ 第13作「特急しなの21号殺人事件」（1997年）
- うつへの復讐 〜絶望からの復活〜（2007年）
- 金曜プレステージ 松本清張スペシャル 殺人行おくのほそ道（2007年） - フロント 役
- CHANGE（2008年）
- 不毛地帯（2009年）
- 相棒（2013年） - 中学校教師
- ゴシップ #彼女が知りたい本当の○○ 第5話（2022年2月3日、フジテレビ）

### オリジナルビデオ
- ウルトラセブン誕生30周年記念3部作 第2話「地球より永遠に」（1998年） - 防衛軍補佐 役

### 舞台
- シェイクスピア
- 堕ちた男 - 主演[1]
- オペラ 運命の力
- オペラ ばらの騎士
- オペラ ラインの黄金
- ミュージカル シンデレラ - 父親 役[7]

### CM
- ネクソンジャパン
- 朝日生命保険
- JOBA
- ハウス食品
- 日本コカ・コーラ ジョージア
- ロッテ
- メガネドラッグ
- 東洋水産 昔ながらの中華そば
- 愛眼
- 興和 青汁
- オリックス生命保険
- 救心製薬 家族想いの娘（2016年）

### スチール
- 東京メトロ
- 氷川会館